# Torneo di Wimbledon 2012 - Qualificazioni doppio femminile
Le qualificazioni del doppio  femminile del Torneo di Wimbledon 2012 sono state un torneo di tennis preliminare per accedere alla fase finale della manifestazione. I vincitori dell'ultimo turno sono entrati di diritto nel tabellone principale. In caso di ritiro di uno o più giocatori aventi diritto a questi sono subentrati i lucky loser, ossia i giocatori che hanno perso nell'ultimo turno ma che avevano una classifica più alta rispetto agli altri partecipanti che avevano comunque perso nel turno finale.

## Teste di serie
1. Darija Jurak /  Katalin Marosi (qualificate)
2. Karolína Plíšková /  Kristýna Plíšková (ultimo turno)
3. Lindsay Lee-Waters /  Megan Moulton-Levy (qualificate)
4. Vesna Dolonc /  Ol'ga Savčuk (qualificate)

1. Shūko Aoyama /  Marija Kondrat'eva (ultimo turno)
2. Sandra Klemenschits /  Tatjana Maria (primo turno)
3. Mariana Duque Mariño /  Edina Gallovits-Hall (primo turno)
4. Lara Arruabarrena-Vecino /  Karin Knapp (primo turno)

## Qualificate
1. Mirjana Lučić-Baroni /  Valerija Savinych
2. Darija Jurak /  Katalin Marosi
3. Vesna Dolonc /  Ol'ga Savčuk
4. Lindsay Lee-Waters /  Megan Moulton-Levy

## Tabellone qualificazioni

### Legenda
| - Q = Qualificato - WC = Wild card - LL = Lucky loser | - ALT = Alternate - SE = Special Exempt - PR = Protected Ranking | - w/o = Walkover - r = Ritirato - d = Squalificato |

### Sezione 1
|  | Primo turno | Primo turno                               | Primo turno                               | Primo turno | Primo turno |  |  | Finale | Finale                           | Finale                           | Finale | Finale |  |
|  |             |                                           |                                           |             |             |  |  |        |                                  |                                  |        |        |  |
|  | 1           | Darija Jurak Katalin Marosi               | Darija Jurak Katalin Marosi               | 6           | 7           |  |  |        |                                  |                                  |        |        |  |
|  |             | Erika Sema Nastas'sja Jakimava            | Erika Sema Nastas'sja Jakimava            | 4           | 63          |  |  | 1      | Darija Jurak Katalin Marosi      | Darija Jurak Katalin Marosi      | 6      | 6      |  |
|  |             | Sharon Fichman Sesil Karatančeva          | Sharon Fichman Sesil Karatančeva          | 6           | 7           |  |  |        | Sharon Fichman Sesil Karatančeva | Sharon Fichman Sesil Karatančeva | 1      | 4      |  |
|  | 7           | Mariana Duque Mariño Edina Gallovits-Hall | Mariana Duque Mariño Edina Gallovits-Hall | 1           | 65          |  |  |        |                                  |                                  |        |        |  |

### Sezione 2
|  | Primo turno | Primo turno                            | Primo turno                            | Primo turno | Primo turno |  |  | Finale | Finale                                 | Finale                                 | Finale | Finale |  |
|  |             |                                        |                                        |             |             |  |  |        |                                        |                                        |        |        |  |
|  | 2           | Karolína Plíšková Kristýna Plíšková    | Karolína Plíšková Kristýna Plíšková    | 6           | 6           |  |  |        |                                        |                                        |        |        |  |
|  |             | Mathilde Johansson Sophie Lefèvre      | Mathilde Johansson Sophie Lefèvre      | 1           | 2           |  |  | 2      | Karolína Plíšková Kristýna Plíšková    | Karolína Plíšková Kristýna Plíšková    | 3      | 5      |  |
|  |             | Mirjana Lučić-Baroni Valerija Savinych | Mirjana Lučić-Baroni Valerija Savinych | 6           | 6           |  |  |        | Mirjana Lučić-Baroni Valerija Savinych | Mirjana Lučić-Baroni Valerija Savinych | 6      | 7      |  |
|  | 8           | Lara Arruabarrena-Vecino Karin Knapp   | Lara Arruabarrena-Vecino Karin Knapp   | 3           | 2           |  |  |        |                                        |                                        |        |        |  |

### Sezione 3
|  | Primo turno | Primo turno                           | Primo turno                           | Primo turno | Primo turno |  |  | Finale | Finale                                | Finale | Finale | Finale |  |
|  |             |                                       |                                       |             |             |  |  |        |                                       |        |        |        |  |
|  | 3           | Lindsay Lee-Waters Megan Moulton-Levy | Lindsay Lee-Waters Megan Moulton-Levy | 6           | 6           |  |  |        |                                       |        |        |        |  |
|  | WC          | Anna Fitzpatrick Jade Windley         | Anna Fitzpatrick Jade Windley         | 1           | 1           |  |  | 3      | Lindsay Lee-Waters Megan Moulton-Levy | 6      | 4      | 6      |  |
|  |             | Misaki Doi Olivia Rogowska            | Misaki Doi Olivia Rogowska            | 6           | 6           |  |  |        | Misaki Doi Olivia Rogowska            | 4      | 6      | 4      |  |
|  | 6           | Sandra Klemenschits Tatjana Maria     | Sandra Klemenschits Tatjana Maria     | 3           | 4           |  |  |        |                                       |        |        |        |  |

### Sezione 4
|  | Primo turno | Primo turno                        | Primo turno                        | Primo turno | Primo turno |  |  | Finale | Finale                          | Finale                          | Finale | Finale |  |
|  |             |                                    |                                    |             |             |  |  |        |                                 |                                 |        |        |  |
|  | 4           | Vesna Dolonc Ol'ga Savčuk          | Vesna Dolonc Ol'ga Savčuk          | 6           | 6           |  |  |        |                                 |                                 |        |        |  |
|  | WC          | Samantha Murray Emily Webley-Smith | Samantha Murray Emily Webley-Smith | 2           | 1           |  |  | 4      | Vesna Dolonc Ol'ga Savčuk       | Vesna Dolonc Ol'ga Savčuk       | 6      | 6      |  |
|  |             | Chang Kai-chen Paula Ormaechea     | Chang Kai-chen Paula Ormaechea     | 3           | 3           |  |  | 5      | Shūko Aoyama Marija Kondrat'eva | Shūko Aoyama Marija Kondrat'eva | 1      | 2      |  |
|  | 5           | Shūko Aoyama Marija Kondrat'eva    | Shūko Aoyama Marija Kondrat'eva    | 6           | 6           |  |  |        |                                 |                                 |        |        |  |